# AN/APQ-164
AN/APQ-164 är en multi-inställbar terrängföljande pulsdopplerradarsystem tillverkat av amerikanska Northrop Grumman.
Radarn är tillverkad för militärt bruk. 

## Bakgrund
Första flygningen med en prototypradar skedde 1977, men det var först 1984 som den producerades och togs i aktiv tjänst. 

## Användning
Radarn har använts i testsyfte ombord Boeing B-52 Stratofortress under slutet på 70-talet. 
Idag används radarn i Rockwell B-1B Lancer. Dock har dessa under 2010-talet bytts ut mot RMIP-radarsystem.